# GameFAQs
GameFAQs — популярний інтернет-портал, що публікує відповіді на типові запитання щодо комп'ютерних ігор, а також проходження, корисні поради та іншу інформацію. Спочатку сайт був створений програмістом Джеффом Візейем, але в травні 2003 року його викупила компанія CBS Corporation, і на даний момент всіма справами керує їх дочірнє підприємство CBS Interactive. Згодом портал став неймовірно успішним і, завдяки можливості редагування вмісту будь-якими відвідувачами, наповнився великою кількістю контенту: трейнерами, рецензіями, файлами збережень і скріншотами. Представлена на сайті інформація охоплює ігри для персонального комп'ютера і всі ігрові консолі, починаючи з найперших 8-бітних приставок Atari і закінчуючи сучасними платформами поточного покоління. Всі зміни відстежує і контролює головний редактор Аллен «SBAllen» Тінер.
Спілкування на GameFAQs відбувається за допомогою інтерактивного вебфоруму, для кожної гри створюється окрема тема, в якій і відбуваються всі обговорення між відвідувачами. Починаючи з 2004 року деякі сторінки об'єднані з сайтом GameSpot, іншим ігровим порталом CNET/CBS. Часто на сайті проводяться різні опитування і конкурси, що виявляють найкращих героїв ігор, найкращих лиходіїв тощо.
Позитивні відгуки про GameFAQs неодноразово публікували авторитетні новинні видання, в тому числі The Guardian і Entertainment Weekly. Відповідно до статистики компанії Alexa Internet в 2009 році портал входив до списку трьохсот найбільш відвідуваних англомовних сайтів світу.